# ライト/オフ
『ライト/オフ』（原題：Lights Out）は、2016年制作のアメリカ合衆国のホラー映画。
スウェーデンの映像作家デヴィッド・F・サンドバーグが2013年にネットで発表し話題となった短編映画Lights Outを、『死霊館』のジェームズ・ワン製作、サンドバーグ自身が監督して長編映画化した作品。サンドバーグの長編映画監督デビュー作品でもある。

## あらすじ
レベッカはある日、離れて暮らす幼い弟から思いもよらない話を聞かされる。「電気を消すと、それはやってくる。」“それ"は一体何なのか。なぜ、彼女たちを襲うのか。やがて、レベッカたち家族に隠された恐ろしい秘密が明らかになるとき、最恐最悪の一夜が幕を開ける。

## キャスト
- レベッカ：テリーサ・パーマー（吹替：潘めぐみ）
- マーティン：ガブリエル・ベイトマン（吹替：高橋玲生）
- ポール：ビリー・バーク（吹替：志賀麻登佳）
- ブレット：アレクサンダー・ディペルシア（吹替：KENN）
- ソフィー：マリア・ベロ（吹替：冬馬由美）
- 少女時代のレベッカ：アマイア・ミラー
- 少女時代のソフィー：エミリー・アリン・リンド
- アリシア・ヴェラ＝ベイリー
- エヴァ・カントレル
- ロッタ・ロステン